# Nhà thờ Năng Gù

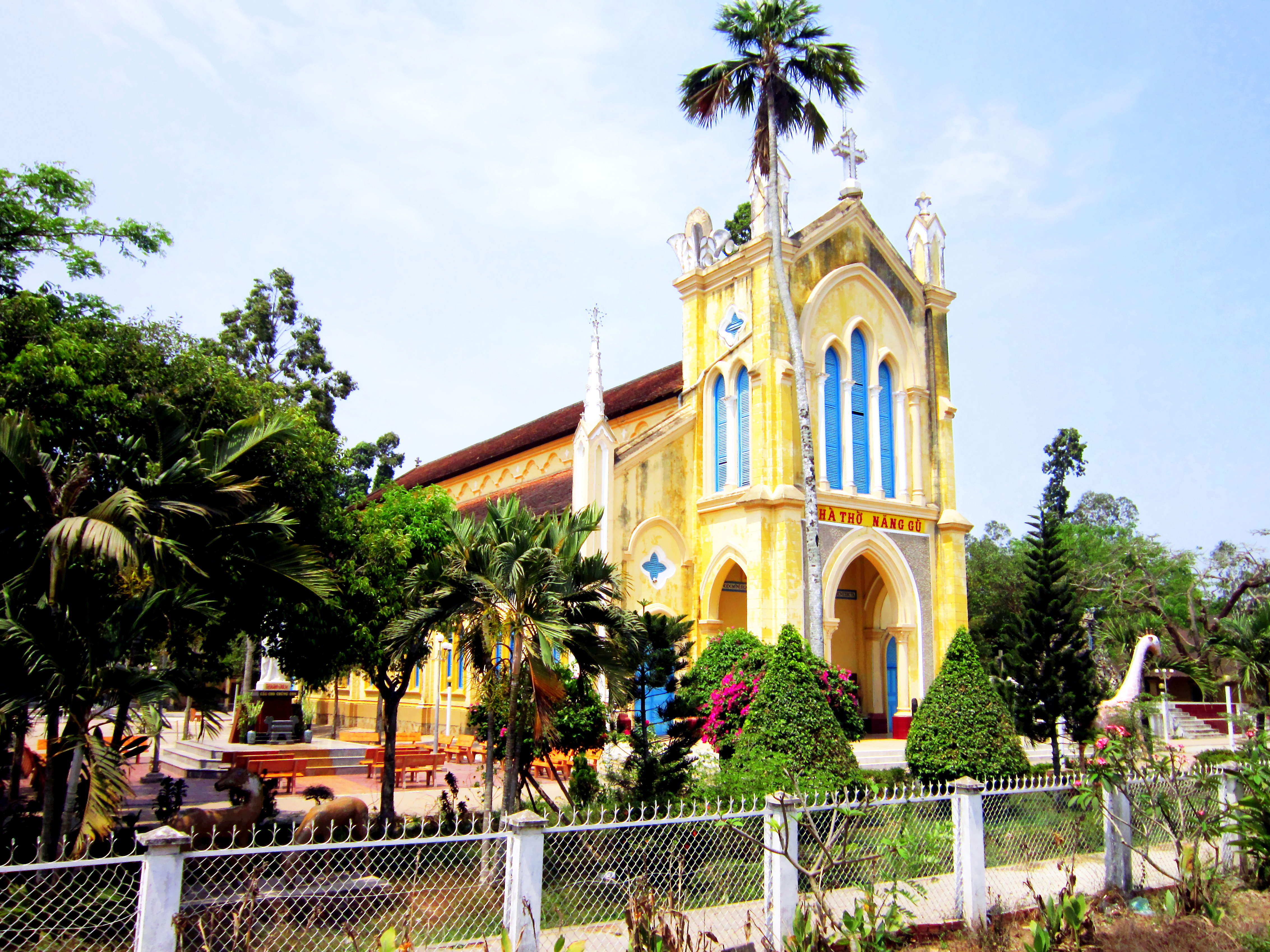
Nhà thờ Năng Gù

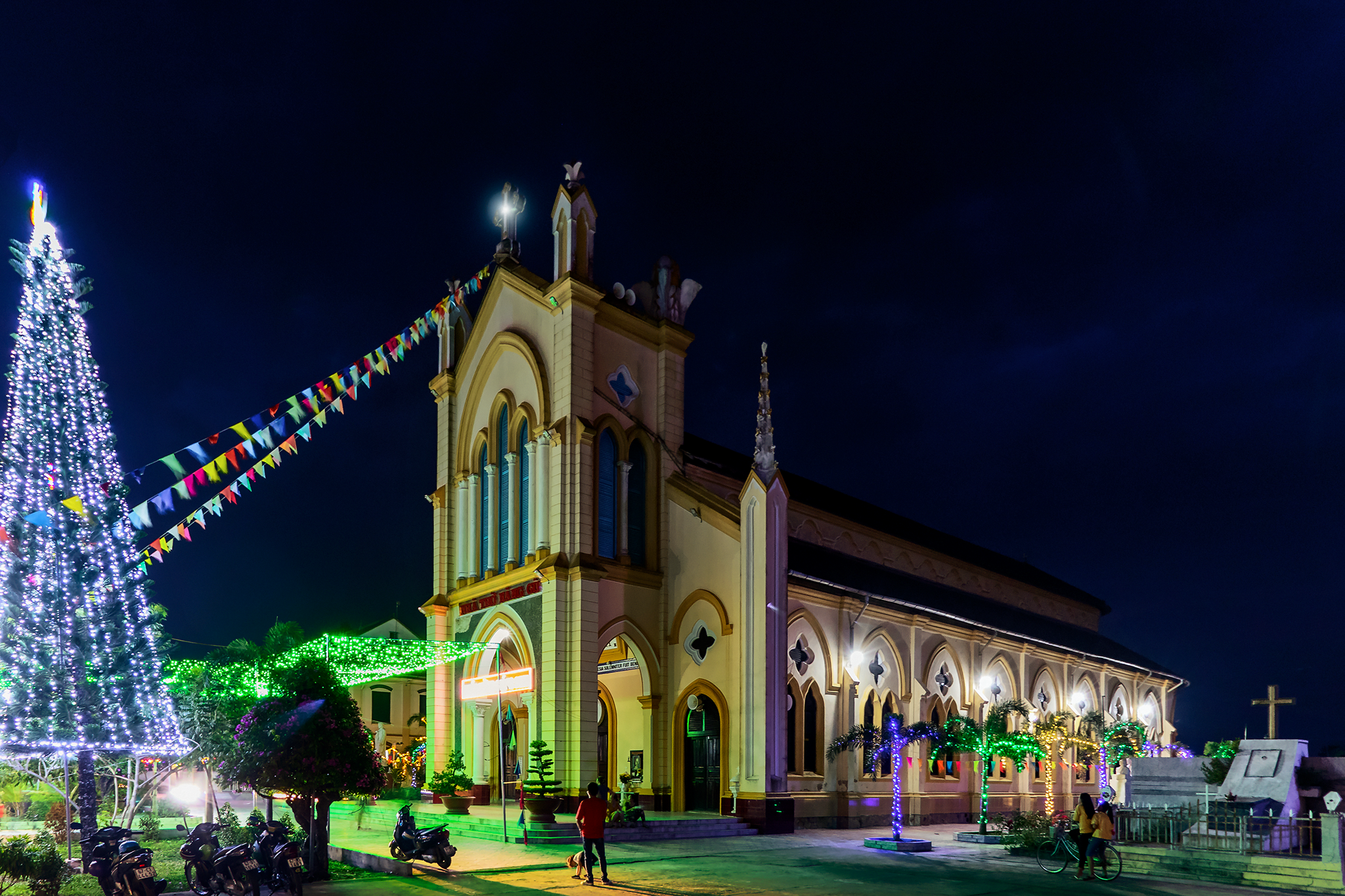
Nhà thờ Năng Gù chuẩn bị đón lễ Giáng sinh 2018.

Nhà thờ Năng Gù  là một ngôi nhà thờ cổ của Giáo xứ Năng Gù, nằm bên Quốc lộ 91; nay thuộc ấp Bình An 2, xã An Hòa, huyện Châu Thành, tỉnh An Giang, Việt Nam.

## Lịch sử
Ban đầu (có thể là trước năm 1859), nhà thờ Năng Gù được cất đơn sơ bằng cây lá trên một nền đất. Về sau, nhà thờ này được lợp ngói, xây tường, lót gạch tàu và trải đệm.
Nhà thờ Năng Gù hiện nay do Cha sở Ulterleiner cho khởi công xây dựng, theo sơ đồ của Đức Cha Hergott (lúc đó là Bề trên giáo phận Nam Vang), kiểu Gothique, dài 55 m, ngang 19 m, với trần cao 15 m, và tháp chuông cao 25 m.

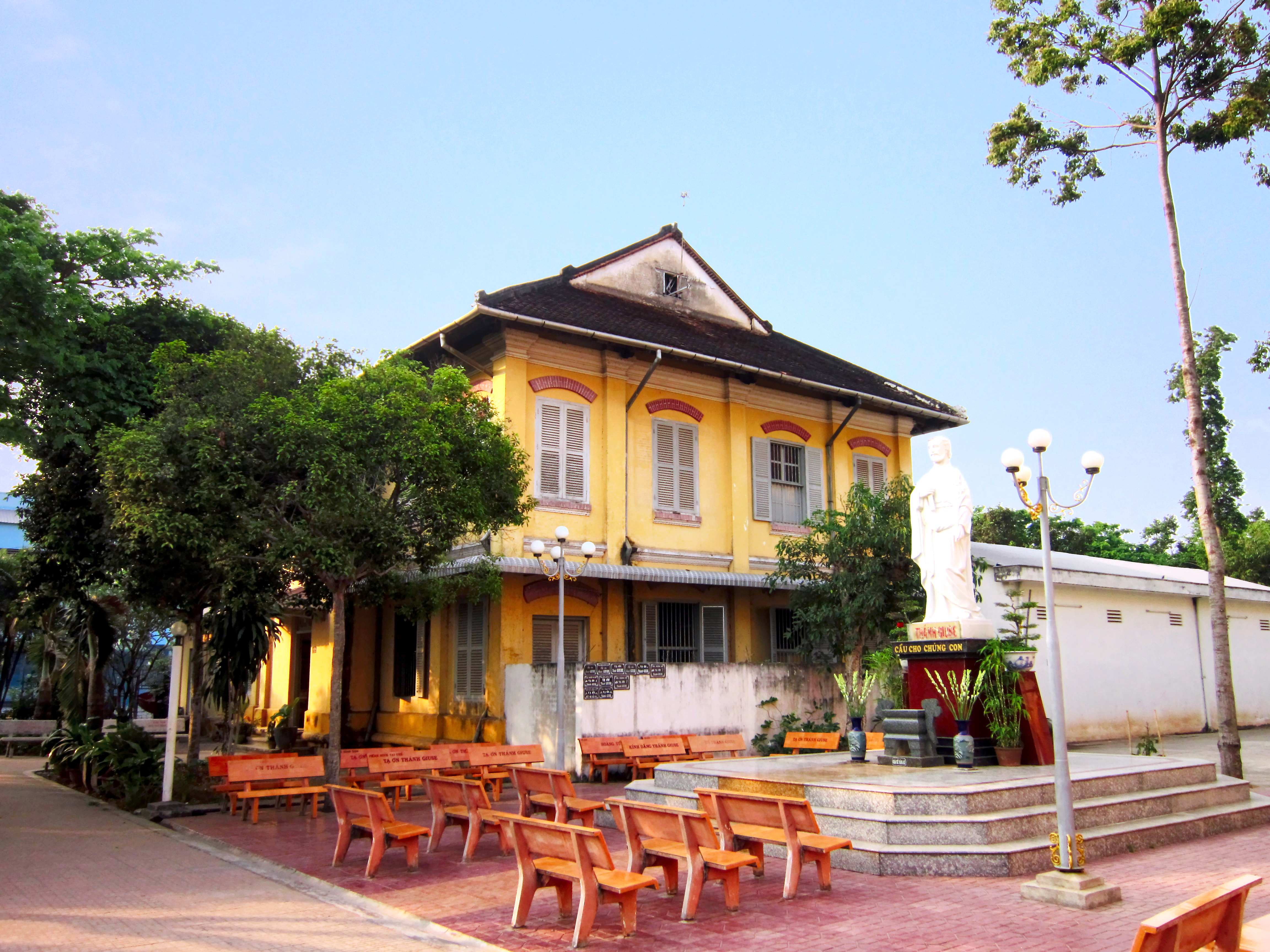
Một nhà mục vụ kiểu Pháp trong khuôn viên nhà thờ Năng Gù

Khi xây xong, nhà thờ được Đức Cha Jean Claude Bouchut làm phép ngày 20 tháng 2 năm 1920, và nâng họ Năng Gù lên hàng giáo xứ gồm các họ đạo: Chắc Cà Đao (nay thuộc địa bàn huyện Châu Thành, An Giang), Cần Xây (nay thuộc địa bàn phường Bình Đức), Ba Bần (nay thuộc địa bàn huyện Thoại Sơn), Long Xuyên (nay thuộc địa bàn thành phố Long Xuyên), Đồng Súc (nay thuộc địa bàn xã Nhơn Mỹ), Cái Dầu (nay thuộc địa bàn huyện Châu Phú), Thị Đam (nay thuộc địa bàn huyện Phú Tân).
Về sau, nhà thờ được trùng tu vài lần.

## Các Cha sở

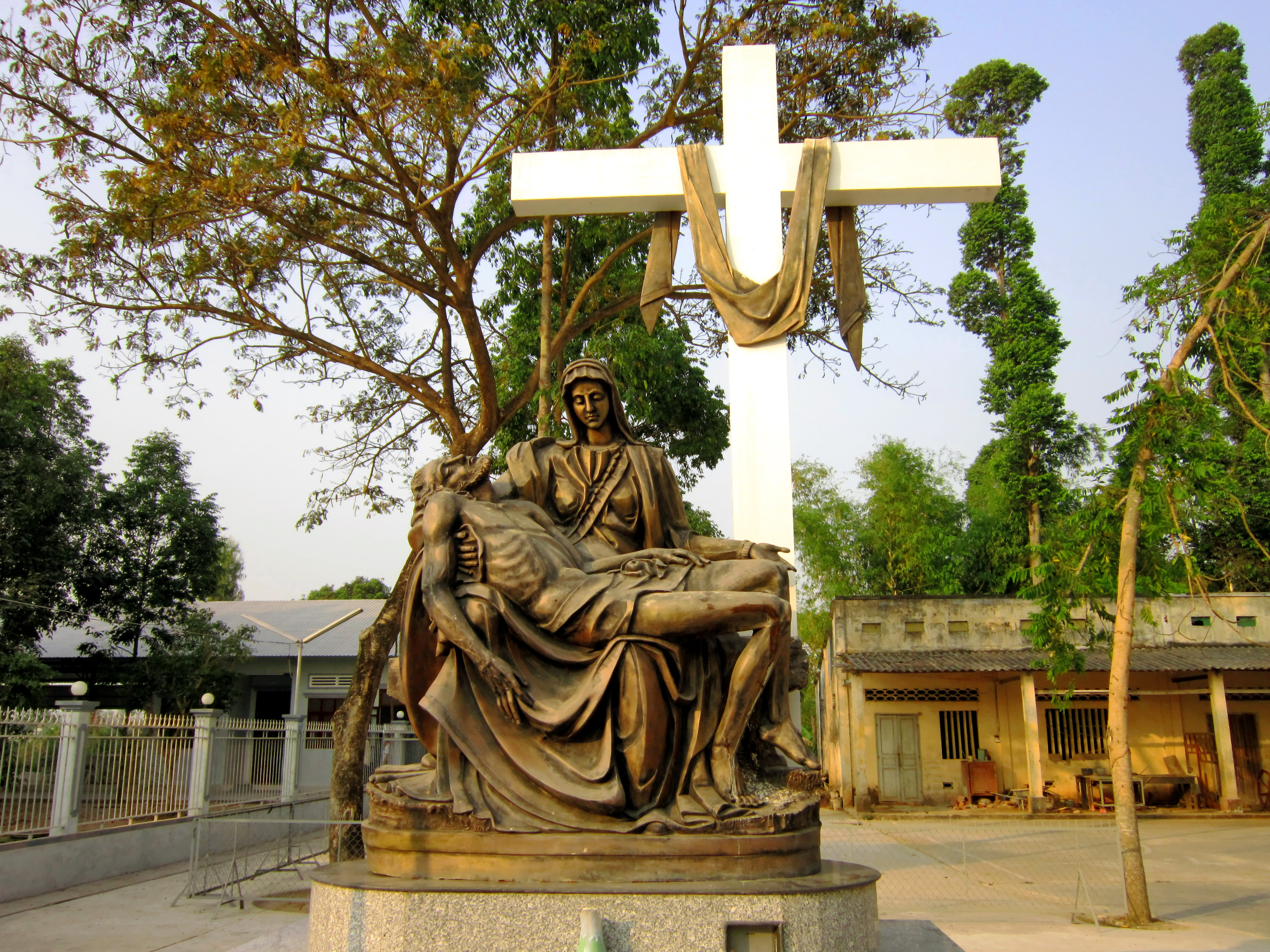
Tượng Đức Mẹ Sầu Bi trong khuôn viên nhà thờ Năng Gù, làm theo mẫu của Michelangelo

Coi sóc nhà thờ Năng Gù, lần lượt có các Cha sở:
- 1850: Phêrô Đoàn Công Quí, 1870: I. Colombert, ? - 1859: J. Lập, 1871: Jos. Valour, 1882: C. Sensebois, 1884: Jos. Barbier, 1888: Pr. Kèn, 1891: Jules Conte.
- 1908: Ulterleiner, 1923: L. Collot, 1955: Võ Phước Lưu, 1955: A. Thiện, 1956: Phêrô Khánh, 1956: Phêrô Hóa, 1958: Gioan Baotixita Sư, 1962: Martinô Thạch, 1968: Gioan Baotixita Tống, 1972: Phaolô Quí, 1976: Phêrô Khả, 1991: Phêrô Lê Văn Quan.
- 2008: Phêrô Nguyễn Văn Mễn.
- 2017 đến nay: Luy Gonzaga Mai Hùng Dũng

Trong số các Cha sở phụ trách nhà thờ Năng Gù, nổi tiếng nhất là Linh mục Phêrô Đoàn Công Quí (1826 - 1859, năm 1988 được phong thánh). Vào năm 1858, Linh mục Quí là Cha sở họ Đầu Nước ở Cù lao Giêng (từng có tên gọi là Cù lao Đầu Nước), kiêm Cha sở giáo xứ Năng Gù.

## Giáo dân tiên khởi
Giáo dân tiên khởi là ông Giacôbê Lê Phước Ngãi (? - 1861), là người Hoa quê quán ở Đồng Nai, và từng là quan triều Nguyễn chạy loạn về Năng Gù. Vợ ông là bà Anna Lê Thị Vang (cũng có tên là Châu, ? - 1883), là người ở Mỏ Cày (nay thuộc Bến Tre) 